# Ukrajinka (obwód rówieński)
Ukrajinka (ukr. Українка) – wieś na Ukrainie, w obwodzie rówieńskim, w rejonie rówieńskim, w hromadzie Ostróg. W 2001 liczyła 738 mieszkańców, spośród których 725 wskazało jako ojczysty język ukraiński, 8 rosyjski, 2 rumuński, a 3 inny.
Do 2020 roku w rejonie ostrogskim.
Do 1959 roku miejscowość nosiła nazwę Korostowa (ukr. Коростова).
W okresie międzywojennym wieś znajdowała się w granicach II RP, wchodząc w skład gminy Chorów w powiecie zdołbunowskim, w województwie wołyńskim.